# Marija Freudenreich
Marija "Micika" Freudenreich (udana Huth; Zagreb, 28. kolovoza 1863. – Zagreb, 18. siječnja 1944.) bila je hrvatska operna pjevačica i glumica.
Kći je glumca Josipa Freudenreicha, a učenica Ivana Zajca. Karijeru je počela kao dramska glumica, a poslije je pjavala u operi kao sopranistica i jedna je od najboljih hrvatskih operetnih primadona. 
Bila je članica opere Hrvatskoga narodnoga kazališta u Zagrebu, a neko je vrijeme djelovala i u Grazu. Od 1911. do 1920. godine bila je nastavnica pjevanja, deklamacije i mimike u školi Hrvatskoga glazbenoga zavoda. Prva je hrvatska interpretkinja Beethovenove Marzeline (Fidelio), Offenbachove Olimpije (Hoffmanove priče) i Puccinijeve Musette (La bohème). Nastupala je i kao koncertna pjevačica.

## Vanjske poveznice
- Freudenreich, Marija Hrvatska enciklopedija. LZMK
- LZMK / Proleksis enciklopedija: Freudenreich, Marija (Micika)
- Opera.hr – Marija Barbieri: »Marija (Micika) Freudenreich«
- Operissimo.com – Freudenreich Mijica  Arhivirana inačica izvorne stranice od 5. ožujka 2016. (Wayback Machine) (njem.)